# Воля-Лужанська
Воля-Лужанська (пол. Wola Łużańska) — село в Польщі, у гміні Лужна Горлицького повіту Малопольського воєводства.
Населення — 1017 осіб (2011).
У 1975—1998 роках село належало до Новосондецького воєводства.

## Географія
Селом протікає річка Бесьнянка.

## Демографія
Демографічна структура станом на 31 березня 2011 року:
|          | Загалом | Допрацездатний вік | Працездатний вік | Постпрацездатний вік |
| -------- | ------- | ------------------ | ---------------- | -------------------- |
| Чоловіки | 503     | 123                | 328              | 52                   |
| Жінки    | 514     | 105                | 298              | 111                  |
| Разом    | 1017    | 228                | 626              | 163                  |